# (35425) 1998 BY
1998 BY (asteroide 35425) é um asteroide da cintura principal. Possui uma excentricidade de 0.00873720 e uma inclinação de 8.70561º.
Este asteroide foi descoberto no dia 19 de janeiro de 1998 por Takao Kobayashi em Oizumi.